# Dulcie September

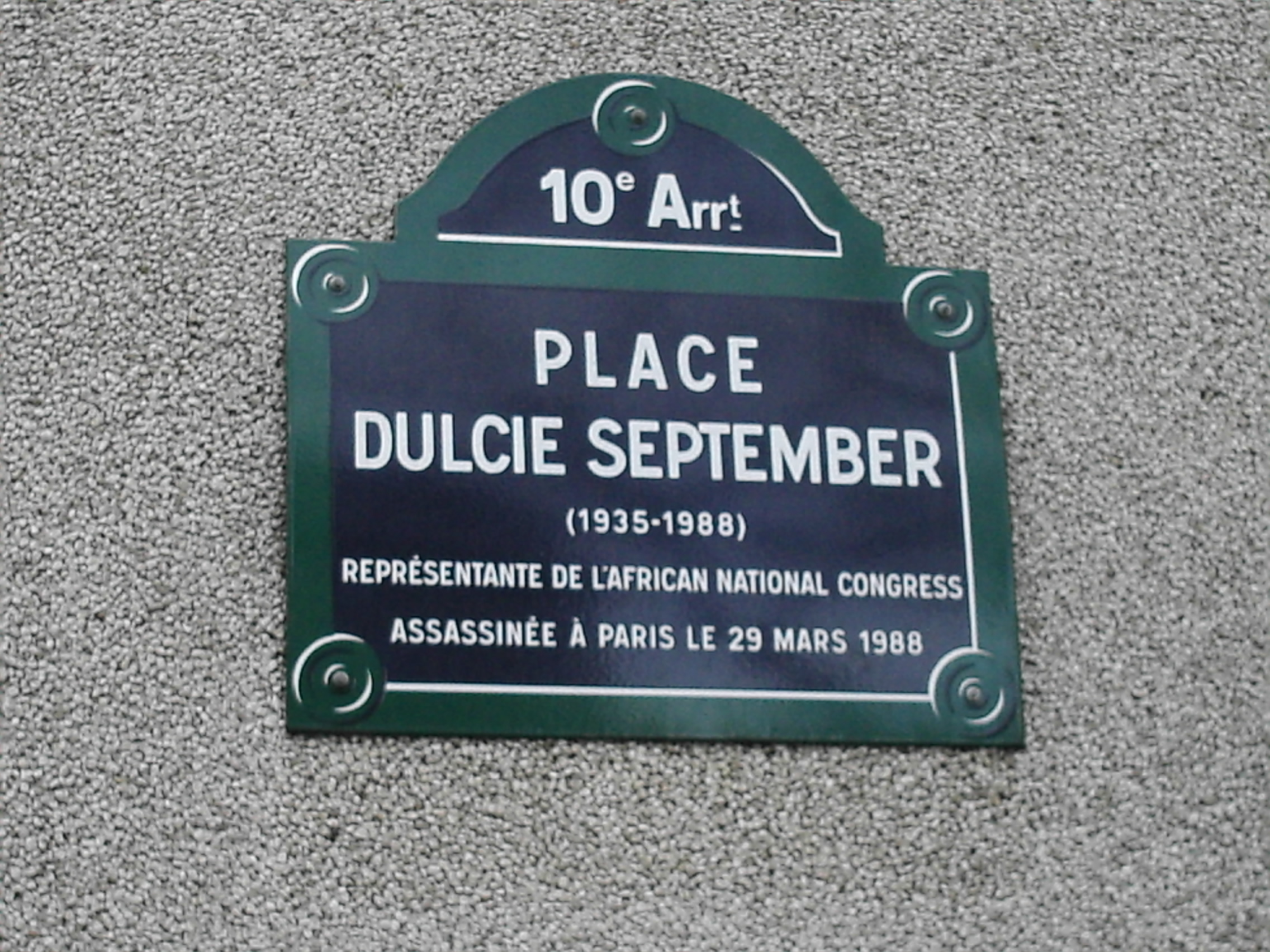
Place Dulcie September in Parijs

Dulcie September (20 augustus 1935 – 29 maart 1988) vertegenwoordigde het Afrikaans Nationaal Congres in Frankrijk. Op 29 maart 1988 werd zij voor de deur van haar kantoor in Parijs vermoord met twee pistoolschoten in haar gezicht. De moord is lang met speculaties omgeven geweest.
In 1997 heeft de Zuid-Afrikaanse Waarheids- en Verzoeningscommissie geconcludeerd dat een speciaal liquidatie-eskader (doodseskader) in opdracht van de Zuid-Afrikaanse inlichtingendienst de moord heeft gepleegd. Diezelfde inlichtingendienst zou ook achter de moord op Olof Palme hebben gezeten.
Dulcie was lerares in Zuid-Afrika, werd lid van het National Liberation Front, werd opgepakt en ging voor vijf jaar de cel in. Daarna, in 1969, ontvluchtte ze het land.

## Trivia
Jean-Michel Jarre wijdt op het album Revolutions uit 1988 een track aan Dulcie September: September.

## Verder lezen
De Nederlandse journaliste Evelien Groenink schreef een boek over haar speurtocht naar de moordenaar van Dulcie. 'Dulcie, een vrouw die haar mond moest houden.' Daarin beschrijft ze de 'banden tussen westerse grote bedrijven, geheime diensten, de maffia en de criminele en gewapende restanten van het Zuid-Afrikaanse apartheidssysteem'. Groenink concludeert dat de 'westerse honger naar winst uit Afrika' een einde aan het leven van Dulcie heeft gemaakt.